# Saida Hagi-Dirie Herzi
Saida Hagi-Dirie Herzi (geb. nach 1950 in Mogadischu) ist eine somalische Schriftstellerin und Feministin. Sie schrieb Kurzgeschichten in englischer Sprache, in denen sie eigene Erlebnisse und oft in allegorischer Form soziale Themen ihrer Heimat bearbeitete. Ihre Texte wurden in zahlreichen Anthologien veröffentlicht.

## Biographie
Saida Hagi-Dirie Herzi kam in den 1950er Jahren in der somalischen Hauptstadt Mogadischu zur Welt. Als Kind wurde sie einer weiblichen Genitalverstümmelung unterzogen. Diese Praxis ist in Somalia nach wie vor weit verbreitet. Herzi setzte sich in ihren Texten später kritisch mit dieser Erfahrung auseinander.
Herzi besuchte die König-Abdulaziz-Universität im saudiarabischen Dschiddah, wo sie einen Bachelor-Abschluss in englischer Literatur erwarb. Später erwarb sie einen Master-Abschluss an der American University in Kairo.
Herzi war eine der ersten somalischen Schriftstellerinnen, die englischsprachige Belletristik veröffentlichte. Sie behandelt gesellschaftspolitische Themen aus feministischer Sicht und setzt sich für die Rechte der Frauen und gegen die Genitalverstümmelung von Frauen und die Korruption der Regierung ein.
Ihre erste veröffentlichte Geschichte „Against the Pleasure Principle“ [Gegen das Lustprinzip] wurde 1990 zunächst in der Zeitschrift Index on Censorship gedruckt, da man befürchtete, dass die brutale Darstellung der weiblichen Genitalverstümmelung in der Geschichte zensiert werden würde. Der Text wurde später auch in anderen Anthologien veröffentlicht, unter anderem in der 1992 erschienenen Anthologie Daughters of Africa.
1992 wurde Herzis Geschichte „Government by Magic Spell“ in „The Heinemann Book of Contemporary African Short Stories“ aufgenommen. Später wurde sie als Teil der BBC-Radioserie Human Cradle [Menschliche Wiege] im Jahr 2012 ausgestrahlt. „Government by Magic Spell“ kritisiert die korrupte Politik und gilt als kaum verhüllte Allegorie auf die Realität in Somalia zu dieser Zeit.
Zu ihren bekannten Erzählungen gehört auch „The Barren Stick“, die 2002 erstmals veröffentlicht.
Herzi war auch als Dozentin für Englisch an der König-Abdulaziz-Universität in Dschidda tätig. Sie lebt neben Somalia auch in Großbritannien, den USA und Kenia.